# Josef Esch (Architekt)
Josef Esch (* 1784 in Bonn; † 1. Juni 1854 in Brünn) war ein deutscher Architekt.

## Leben
Esch studierte Philosophie, Mathematik, Physik und Architektur in Bonn. In Regensburg war er am Bau einer Botschaft und eines Theaters beteiligt, in Wien arbeitete er als Assistent des französischen Hofarchitekten Charles de Moreau, der ihm den Auftrag erteilte, die Suiten der Kaiserin auszustatten. In den Jahren 1807 bis 1809 war er auf den sieben Gütern des Fürsten Franz Joseph von Dietrichstein in Böhmen tätig. Im Jahr 1811 wurde er Zeichner bei der Baudirektion in Prag und 1813 Regionalingenieur in Klatovy (deutsch Klattau). Er ließ sich später nach Jičín versetzt. Im Jahr 1825 kehrte er als Bauingenieur für die Bezirke Kůhoim und Beroun nach Prag zurück und arbeitete ab 1828 bei der Regionalbaudirektion. 1835 wurde er zum Baudirektor und 1836 zum Oberbaudirektor von Brünn ernannt. 1850 wurde er Oberbauinspektor in Mähren. Er betätigte sich bis zu seinem Tod überwiegend in der Stadtplanung.
Esch war der Vater der Malerin Mathilde Esch, die in Klattau in Böhmen, geboren wurde.

## Werke (Auswahl)
- um 1819: Pläne für des Schloss Boskovice[5]
- 1826–1827: Pavillon der Ferdinandquelle in Marienbad (tschechisch Mariánské Lázně)[6]